# McLaren 650 S
La 650S est une supercar du constructeur automobile britannique McLaren Automotive. Elle est présentée au salon international de l'automobile de Genève 2014 en versions coupé et spider.
Au départ, la 650S est un nouveau modèle dans la gamme McLaren venant se placer entre la MP4-12C et la P1. Comme pour la MP4-12C, elle existe en deux variantes de carrosserie, coupé et spider. La 650 S est équipée du même moteur que la MP4-12C mais voit sa puissance élevée à 650 ch en lieu et place de 625 ch. Son appellation « 650 » représente le nombre de chevaux et le « S », Sport.
En 2017, la 650S est remplacée par la 720S. Néanmoins, son châssis et son V8 3.8 biturbo de 650 ch vont servir de base pour l'ATS GT la même année.

## Caractéristiques
La 650 S n'est pas qu'une simple évolution de la MP4-12C. Outre la puissance augmentée de son V8, celle-ci est plus rapide que ses concurrentes dont la MP4-12C et également plus confortable et mieux équipée.
Au niveau performances, le 0 à 100 km/h est réalisé en 2,9 s et le 0 à 200 km/h en 8,4 s contre 9,9 s pour la MP4-12C. Le 400 m est parcouru en 10,5 s soit 6 dixièmes de mieux qu'une F1. La vitesse maximale est de 333 km/h et la consommation moyenne de 11,7 L/100 km.
Son régime max est de 8 500 tr/min.
Plusieurs composants de la 650 S tels que les suspensions, l'ensemble multimédia, la transmission et le fonctionnement de l'aileron (aérofrein) ont subi des modifications par rapport à la MP4-12C. (Voir plus bas pour plus de détails).

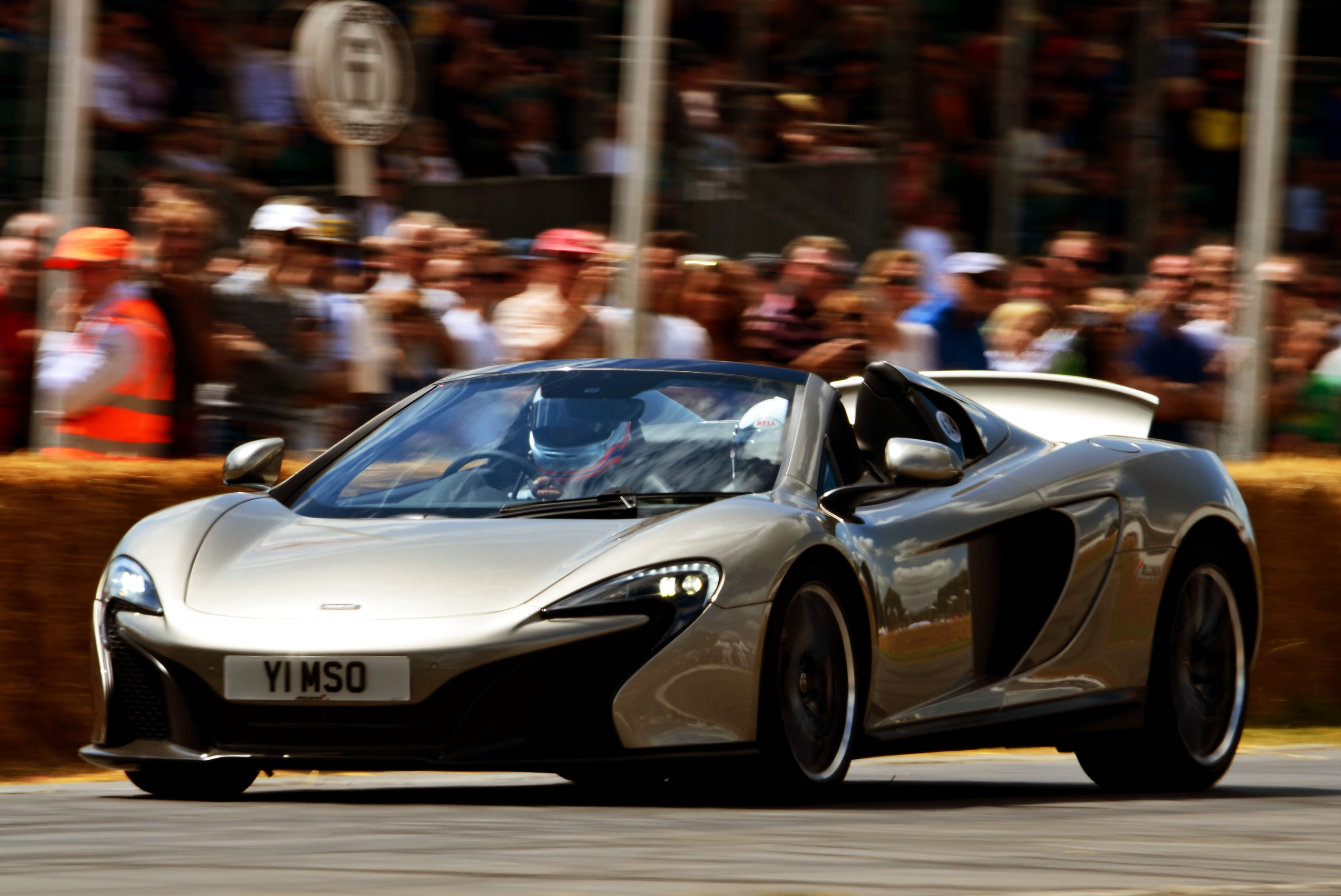
La 650 S Spider.

Du point de vue esthétique, la 650 S adopte une face avant proche de la P1 caractérisée par des projecteurs à LED en forme du logo McLaren. On devrait retrouver ces traits sur les futures réalisations de la marque. Les entrées d'air latérales ont également été redessinées et la face arrière adopte le diffuseur de la version GT3. Au total la 650S comprend environ 25 % de nouveaux composants par rapport à la MP4-12C.
Les évolutions qui caractérisent la 650S ont pour conséquences, des vitesses de virage beaucoup plus élevées et une tenue de route améliorée. De nouveaux ressorts et amortisseurs avec montures améliorées ont amélioré l'ensemble de la voiture sans influencer le confort de conduite.
L'évolution du système DRS a influencé le fonctionnement de l'aérofrein. Dorénavant, il est beaucoup plus incisif et a une plus grande influence lorsqu'on conduit à des vitesses plus élevées en ligne droite ou en accélération lorsque le mode Aero est sélectionné.
Contrairement à la MP4-12C, la 650S est équipée de Pirelli V-Spec Corsas asymétriques en 19 pouces à l'avant et 20 pouces à l'arrière. En ce qui concerne le freinage, la 650 S utilise des freins en carbone.
Après sa première présentation au public au Salon de Genève, la McLaren 650 S sera commercialisée dès le printemps.
Une autre version, la 625C a été développée uniquement pour le marché asiatique se déclinant en version "coupé" et "spider". Comme son nom l'indique, sa puissance est de 625ch. Le 0 à 100 km/h s'effectue en 3.1 s et le 0 à 200 km/h en 8,8 s. Grâce au moteur V8 3.8 Biturbo, le moteur développe 610 N m.

## McLaren 650S GT3

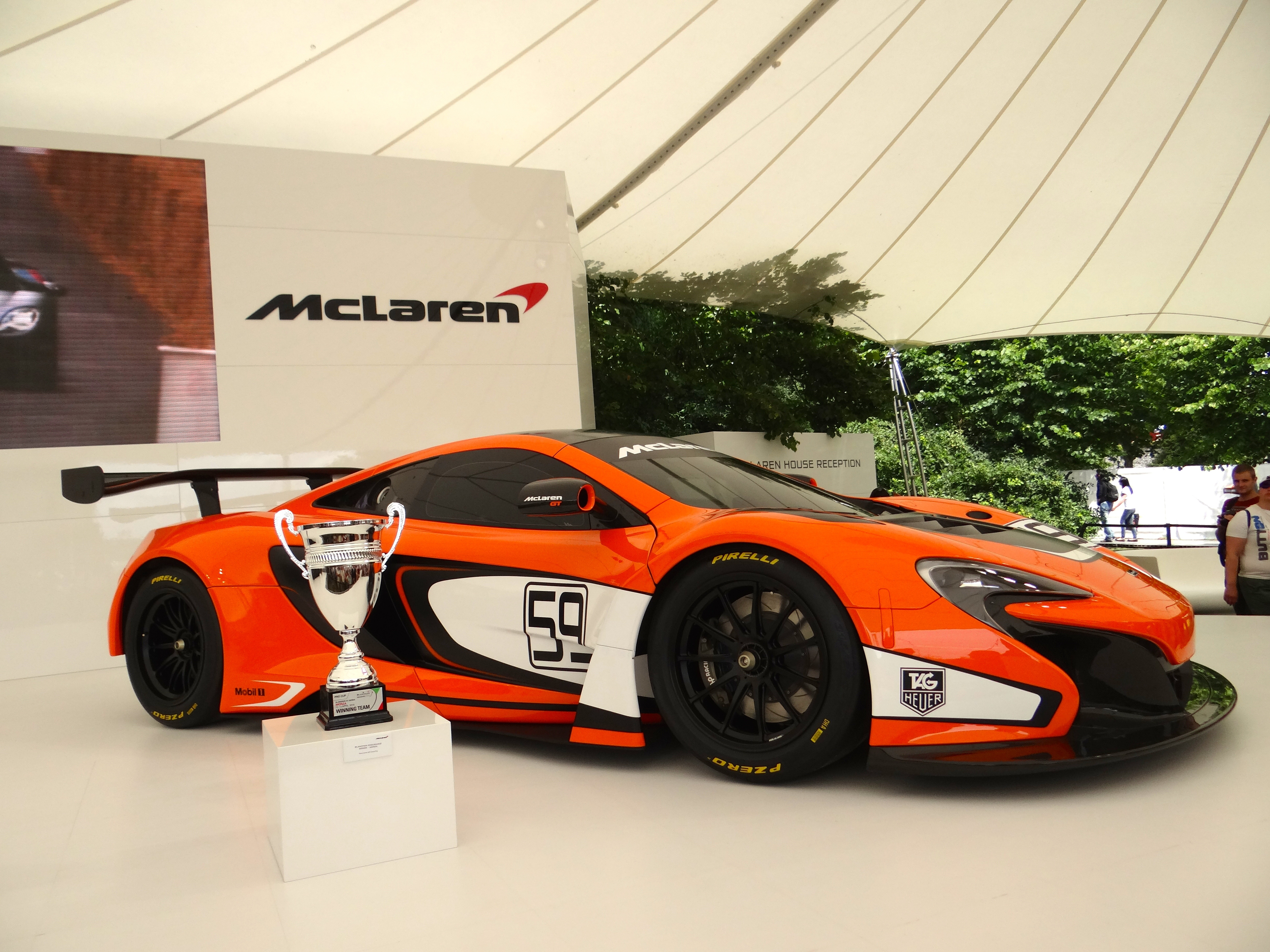
McLaren 650S GT3.

Comme pour la MP4-12C, McLaren a développé une version GT3 de la 650S.
McLaren est parti sur la base de la MP4-12C GT3 pour le développement de la 650S GT3. Celle-ci dispose d'une aérodynamique améliorée, un système de refroidissement et une sécurité accrus. Les ingénieurs de McLaren ont utilisé toutes les technologies à leur disposition pour arriver à développer la nouvelle carrosserie plus légère en fibre de carbone et ce dans le but également d'améliorer le flux d'air autour et sous la voiture. Cela se traduit par l'adoption d'une nouvelle face avant, de prises d'air latérales redessinées ainsi qu'un aileron arrière fixe.
Du point de vue du châssis, la suspension a été entièrement revue, avec une base plus large de 52 mm et de nouvelles roues.
Le poste de pilotage a été complètement retravaillé dans le but d'améliorer certains points au sujet desquels certains clients avaient laissé quelques griefs sur la MP4-12C GT3.
Un nouveau siège baquet ainsi qu'un volant type Formule 1 ont été adoptés et la ventilation de l'habitacle a été repensée. L'arceau de sécurité FIA a également été repensé dans le but de faciliter l'accès général à l'habitacle.
La 650S GT3 développe une puissance de près de 500 chevaux répondant ainsi au règlement de la FIA, le moteur étant accouplé à une nouvelle boîte de vitesses séquentielle à six rapports.
Elle est dévoilée au Salon de Genève 2016.

## McLaren 675LT
La McLaren 675LT est la cinquième version de la 650S produite par McLaren depuis fin 2015, et qui a été dévoilée au Salon de Genève 2015. Elle est nommée ainsi en référence à son moteur de 675 chevaux alors que le sigle LT signifie en anglais Long Tail (longue queue) en référence à son nouvel aileron arrière plus long que celui de la 650S. La 675LT est propulsée par le V8 Biturbo de 3,8 L de cylindrée développant 675 chevaux, soit 25 chevaux de plus que la 650S. Avec un poids à vide de 1 230 kg, elle est moins lourde que sa devancière. La Mclaren 675LT accélère de 0 à 100 km/h en 2,9 s, de 0 à 200 km/h en 7,9 s, et peut atteindre une vitesse maximale de 330 km/h. Cette version est limitée à 500 exemplaires avec un prix de base de 309 250 € chacun.

### Spyder
Cette version existe en version Spyder aussi limitée à 500 exemplaires. Elle possède les mêmes caractéristiques et performances que le coupé.

### MSO HS
La division MSO (McLaren Special Operations) a présenté au Pebble Beach Concours d'Elegance en Août 2016 une version modifiée de la 675LT. Si d'aucuns avançaient le nom de 688HS, c'est finalement MSO HS qu'elle s'appellera. Basée sur une 675LT, la MSO HS perd encore une petite cinquantaine de kilos et développe désormais 688 ch, le couple ne change pas. Cette version affutée - présences de nombreux appendices aérodynamiques favorisant l'appui - sera limitée à 25 exemplaires.

### MSO R Coupé et Spyder
Les McLaren MSO (pour McLaren Special Operations) R Coupé et Spyder sont deux exemplaires uniques commandés par un client.